# Burt Rutan

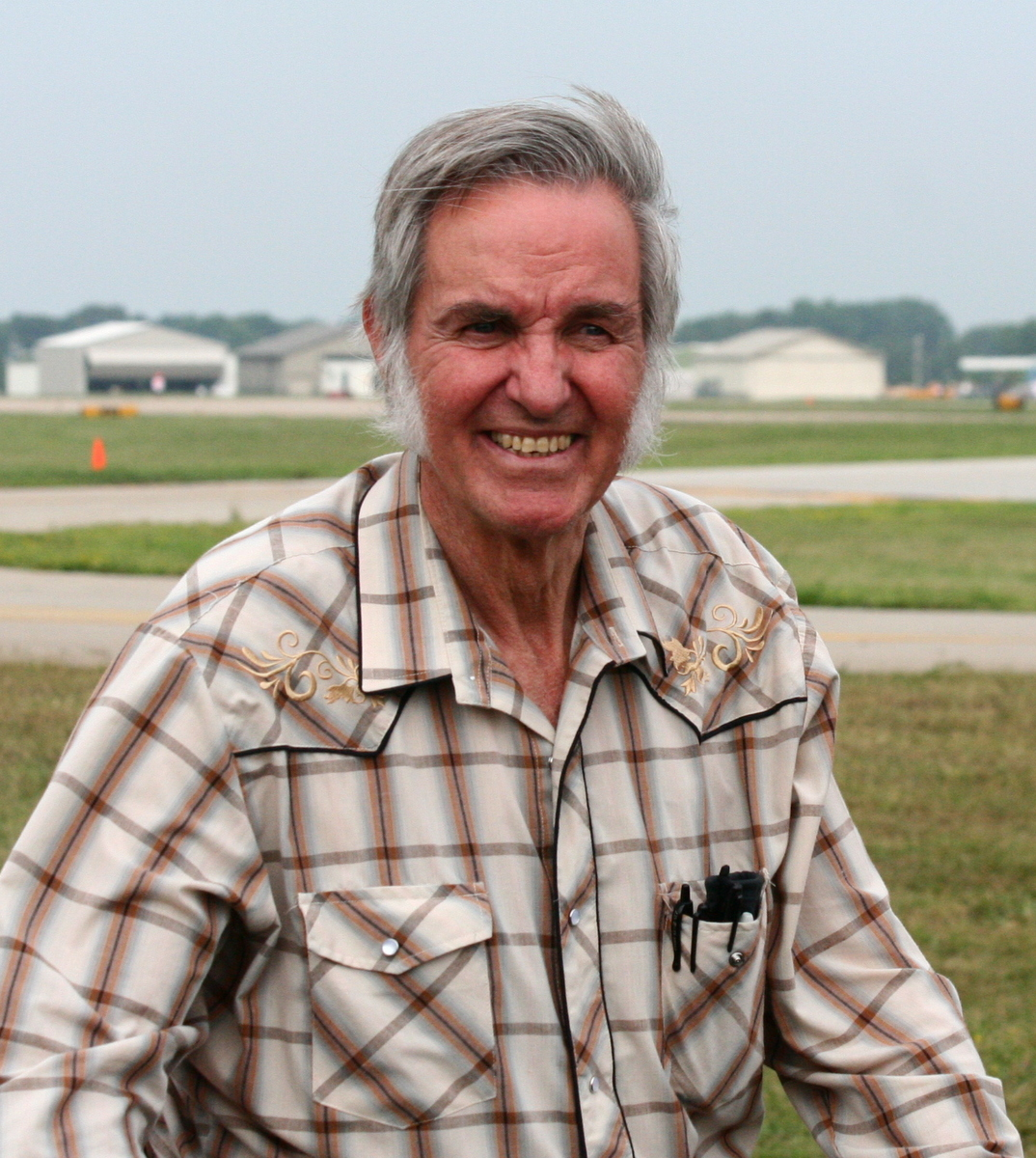
Burt Rutan 2011

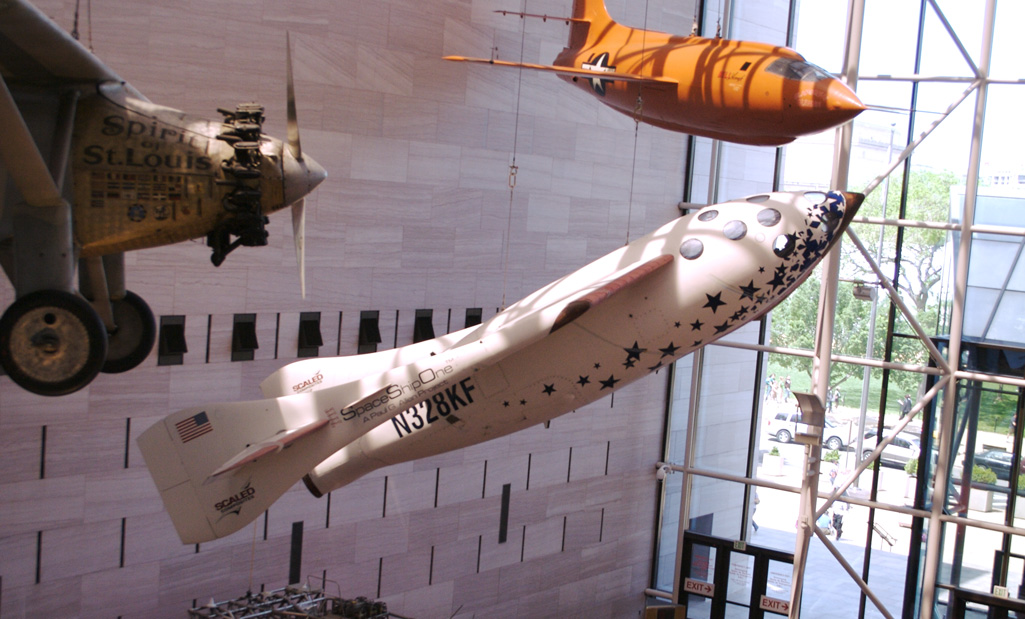
SpaceShipOne im National Air and Space Museum in Washington D.C. zwischen der Spirit of Saint Louis und der Bell X-1 „Glamorous Glennis“

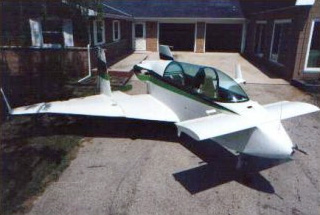
Die Rutan VariViggen

Elbert Leander „Burt“ Rutan (* 17. Juni 1943 in Portland, Oregon, USA) ist ein US-amerikanischer Luft- und Raumfahrtingenieur. Er ist der Bruder von Dick Rutan.

## Leben
Aufgewachsen im kalifornischen Dinuba, studierte Rutan an der California Polytechnic State University und erwarb 1965 einen Bachelor im Fach Luftfahrttechnik. Anschließend trat er in die US-Luftwaffe ein und arbeitete als Flugtestingenieur auf der Edwards Air Force Base in Kalifornien. Im März 1972 nahm er den Posten des Direktors des Bede Test Center für Bede Aircraft in Newton, Kansas an. 1974 zog er mit seiner Familie nach Mojave, Kalifornien und gründete die Rutan Aircraft Factory.
1982 gründete Burt Rutan die Firma Scaled Composites, welche mit inzwischen über 200 Mitarbeitern unkonventionelle Flugzeugprototypen entwickelt, dies zeitweise mit einer Rate von einem Typ pro Jahr. Die Formgebung und konstruktive Auslegung der Entwürfe wirken dabei zum Teil gewagt, so sind einige der Modelle asymmetrisch konstruiert. Mit seiner Konstruktion Voyager gelang erstmals eine Nonstop-Weltumrundung ohne Luftbetankung.
Eine der letzten Konstruktionen ist das erste privat finanzierte Raumschiff SpaceShipOne. Am 3. März 2005 gelang dem von Rutan konstruierten GlobalFlyer erstmals eine Weltumrundung mit nur einem Piloten ohne aufzutanken.
Ende Juli 2005 gründete er zusammen mit dem britischen Milliardär Richard Branson das private Raumfahrtunternehmen Virgin Galactic. Die Firma soll in Zukunft eine Flotte mit insgesamt fünf Raumflugzeugen des Typs SpaceShipTwo betreiben.
Ende 2011 gab der Microsoft-Gründer Paul Allen bekannt, mit seiner neuen Firma Stratolaunch Systems Raketenstarts aus der Luft anbieten zu wollen. Das Trägerflugzeug mit einer Spannweite von 117 Metern wurde von Rutans Firma Scaled Composites entwickelt.
Rutan bestritt in der Öffentlichkeit wiederholt die menschengemachte globale Erwärmung.

## Preise
Burt Rutan hat viele Preise und Auszeichnungen bekommen, unter anderem:
- Chrysler Award For Design Innovation
- „Engineer of the Year“ von Design News
- British Gold Medal for Aeronautics
- Collier Trophy
- Presidential Citizens Medal
- Ansari X-Prize

## Konstruktionen
Für eine Liste der entwickelten Flugzeugtypen von Burt Rutan siehe Rutan Aircraft Factory und Scaled Composites.